# Patriarca de Moscú y de todas las Rusias
El Patriarca de Moscú y toda Rus (en ruso: Патриарх Московский и всея Руси o Patriarj Moskovski i vseyá Rusí) es el título del máximo representante de la Iglesia ortodoxa rusa, también conocida como Patriarcado de Moscú. El patriarca de Moscú está en comunión con 10 de los patriarcas y primados de la Iglesia ortodoxa.

## Historia
Como una parte de la ortodoxia universal, la Iglesia ortodoxa rusa en sus inicios era dependiente del Patriarcado de Constantinopla. Los metropolitas de la Rus de Kiev recibían su consagración del Patriarca de Constantinopla; todos ellos eran griegos. El primer metropolita eslavo nombrado para la Rus de Kiev fue Hilario de Kiev (1051) convirtiéndose en el 6º Metropolita de Kiev y toda Rus (6-й Митрополит Киевский и всея Руси). A causa de la invasión mongola de la Rus de Kiev, la cátedra metropolitana fue trasladada de Kiev a Vladímir en 1299 y en 1325 a Moscú. Su arzobispo usó el título de "Metropolitano de Kiev y toda Rus", hasta que, en 1461, se transformó en el título de "Metropolita de Moscú y toda Rus" tras el fallecimiento del metropolitano Jonás de Moscú.
Durante el siglo XIV, la Iglesia ortodoxa rusa tuvo un papel capital en la supervivencia de la nación rusa. Destacadas figuras, como Sergio de Rádonezh o el metropolitano Alejo de Moscú, ayudaron al país a soportar los años de la opresión tártara y a crecer tanto espiritual como económicamente.
Durante el reinado del zar Teodoro I, su cuñado Borís Godunov contactó con el Patriarca Ecuménico Jeremías II de Constantinopla (en:Jeremias II of Constantinople), quien "estaba mucho más avergonzado por falta de fondos", con el fin de establecer la autocefalía de la Iglesia ortodoxa rusa. Como resultado de los esfuerzos de Godunov, el Metropolita Job de Moscú (en:Patriarch Job of Moscow) se convirtió en 1589 en el primer Patriarca de Moscú y toda Rus, reconociendo el Patriarcado de Constantinopla la autocefalía de la Iglesia ortodoxa rusa.
Desde los tiempos de Pedro el Grande hasta Nicolás II (1721-1917), la Iglesia ortodoxa rusa fue administrada por el Santísimo Sínodo, habiendo suprimido Pedro el Grande la institución del Patriarcado el 25 de enero de 1721. Tuvo que ser el Consejo de Comisarios del Pueblo (gobierno de los bolcheviques) quien restituyera el Patriarcado en Rusia el 5 de febrero de 1918, al separar la Iglesia del Estado.
A pesar de los intentos de un manejo secular de la Iglesia, en el siglo XIX hubo un fuerte resurgimiento teológico, de la espiritualidad y de la vida monástica en toda Rusia. Sin embargo, el gran escritor ruso Lev Tolstói, muy crítico con la Iglesia ortodoxa rusa, fue excomulgado por el Santo Sínodo el 20-22 de febrero de 1901. Por expreso deseo del escritor su tumba en Yásnaia Poliana no porta cruz alguna. La excomunión de Tolstói fue confirmada por el Patriarca de Moscú y toda Rusia Alejo II en el centenario de su declaración, en 2001. 
La historia del Patriarcado de Moscú, está fuertemente ligada a la historia de Rusia.

### Período de laRus de Kiev
A finales del siglo IX los vikingos paganos habían colonizado el territorio en torno a Kiev, junto al río Dniéper. En 957, la princesa Olga de Kiev, viuda de Ígor de Kiev, de la estirpe vikinga de los varegos, fue bautizada en Constantinopla. Su nieto Vladimiro I de Kiev se bautizó también en Constantinopla en 989 y se casó con la princesa bizantina Ana Porfirogéneta. Posteriormente, el hijo del primer emperador romano-germánico Otón I, Otón II, se casaría con Teófano Esclero, otra princesa bizantina. Constantinopla era todavía el centro del mundo pero dos nuevas potencias estaban creciendo en Occidente y en el Norte. Al introducir el cristianismo en la Rus de Kiev, Vladimiro trajo sacerdotes de Constantinopla, construyó muchas iglesias y puestos de misión. En 1035, Kiev se convirtió en sede metropolitana, cuyo titular llevaba el título de Metropolitano de Kiev y toda Rus, y en 1054 siguió a Constantinopla en el Gran Cisma.

### Período de la Horda de Oro
El año 1224, a las fronteras de la región se aproximaron las hordas mongoles de Gengis Kan. Desde 1237, Batú Kan conquistó la mayoría de los principados de la Rus de Kiev y destruyó la mayoría de las ciudades grandes. En 1240, devastó Kiev y el metropolitano José (fr) fue asesinado. En 1242, Batú constituyó la Horda de Oro, con capital en Sarái, junto al río Volga. Los mongoles dominaron Rusia durante 240 años (1240-1480). Según las leyes de Gengis Kan, se respetaron todas las religiones de los pueblos conquistados, incluso la de la Iglesia ortodoxa rusa. Bajo el poder mongol diversos príncipes de la Rus de Kiev se disputaban la hegemonía. A comienzos del siglo XIV, Iván I de Rusia se impuso a los demás príncipes, se tituló Gran Príncipe de Moscovia. Su intención era la de expandir el Principado de Moscú por las tierras rusas y gobernarlas de un modo único bajo su centro. Logró entenderse con la Horda de Oro y con el clero, y trasladó al metropolita Pedro de Kiev (en:Peter of Moscow) desde Vladímir a Moscú en 1325.
Su nieto, Iván IV el Terrible extendió sus fronteras hasta el Caspio y Siberia, y a los 17 años se tituló "Zar de toda Rusia", además poseyendo dinásticamente las insignias imperiales bizantinas. Su contemporáneo, el stárets Filoféi de Pskov, realizó la profecía de la Tercera Roma, según la cual, Moscú sería la sucesora del legado del Imperio romano (Primera Roma), como en su día lo fue Constantinopla (Segunda Roma). Por eso en 1589, el metropolitano de Moscú pasó a titularse: "Patriarca de la ciudad del Zar, Moscú, la nueva Roma, y toda Rus".
En el siglo XVII los patriarcas de Moscú habían alcanzado una soberanía casi teocrática. Esto cambió con la llegada al trono del zar Pedro el Grande en 1689. Educado en Occidente, situó al Imperio ruso entre las grandes potencias europeas. No toleró la gran autoridad que tenía la Iglesia. Durante 20 años dejó su sede vacante. En 1723, instituyó el Santísimo Sínodo, cuyos miembros eran nombrados por él. El Patriarca lo reconocía como la suprema autoridad eclesiástica de Rusia.

### Periodo soviético
En 1917, el Santo Sínodo se derrumbó junto con el zarismo a raíz de la Revolución de Febrero. Entonces, se reconstituyó apresuradamente el antiguo Patriarcado de Moscú y se eligió al patriarca Tijon. Pero al triunfar la Revolución de Octubre, el bolchevismo tomó la iniciativa y Lenin se adueñó del poder destruyendo a cualquier rival político. El nuevo gobierno del Sovnarkom declaró la separación entre la Iglesia y el Estado y después, empezó la persecución sistemática y cruel del clero.
En veinte años (1918-1941) la Iglesia ortodoxa rusa estuvo a punto de desaparecer. El clero, por su mayor parte masacrado, se redujo de 130 arzobispados a 28, de 50.960 sacerdotes diocesanos a 5.665, de 90.000 monjes a unos centenares repartidos en 37 monasterios, de 40.500 iglesias y 25.000 capillas a 4.255. Pero en 1941, ante el avance alemán e inicio de la Gran Guerra Patria, Stalin frenó la persecución. Desde entonces el gobierno comunista cambió su estrategia. En 1943, permitió la elección de un nuevo patriarca, y al terminar la guerra reconoció a la Iglesia ortodoxa rusa como una corporación de derecho público. Pero se le prohibían las reuniones de fieles fuera de las iglesias, toda actividad cultural y social, erigir hospitales propios. Además se le prohibía toda propaganda religiosa en las escuelas, en los hospitales, en las cárceles, en los campos de concentración y en el ejército. Mientras tanto, la educación estatal era absolutamente hostil a la religión. Los fieles eran tenidos como ciudadanos intelectualmente atrasados y la religión era proclamada como un obstáculo para el progreso técnico-económico. A los miembros del Partido Comunista y de las asociaciones juveniles les estaba prohibida toda actividad religiosa.
El Estado soviético utilizó su reconocimiento oficial de la Iglesia ortodoxa rusa para aparecer tolerante ante las naciones extranjeras. Y en ocasiones se sirvió de las fuerzas eclesiásticas para sus fines propagandísticos. Se ha criticado a la jerarquía ortodoxa tantas concesiones al sistema. Pero su respuesta es que, a pesar de haber cedido en muchas cosas, han mantenido inviolable el dogma ortodoxo, han logrado que continúe la vida litúrgica y sacramental, nunca han retractado el anatema contra el comunismo del Concilio de 1917-1918 y han sido la única organización oficialmente reconocida que ha estado en oposición ideológica con el comunismo. Las críticas al Patriarcado vienen también por tener sometidas a su jurisdicción todas las comunidades ortodoxas de las regiones anexionadas por la Unión Soviética e incluso las comunidades greco-católicas de estas regiones, que fueron unidas a la ortodoxia por la fuerza.

### Época postsoviética
Las conversaciones para la reunificación entre la Iglesia ortodoxa rusa y la Iglesia ortodoxa rusa fuera de Rusia comenzaron tan pronto se desintegró la Unión Soviética el 25 de diciembre de 1991 y terminaron el jueves 17 de mayo de 2007 con la firma en la Catedral de Cristo Salvador en Moscú del "Acta de comunión canónica" entre el Patriarca Alekséi II (Patriarca de Moscú) y el Metropolitano Lavr de la ROCOR, histórico evento que contó con la presencia del presidente ruso Vladímir Putin y otras destacadas personalidades de ese país, poniendo fin a casi 90 años de cisma.
Según esta Acta, el Patriarcado de Moscú reconoce la autonomía de la Iglesia ortodoxa rusa fuera de Rusia (ROCOR) en asuntos pastorales, administrativos, patrimoniales, pero en unidad canónica con toda la Iglesia ortodoxa rusa. Para efectos prácticos, la ROCOR elegirá a su primer Metropolitano de acuerdo a su propio reglamento, pero esa elección deberá ser ratificada por Su Santidad y el Santo Sínodo del Patriarcado de Moscú.
Otra cosa interesante es la participación de la Iglesia en los funerales de Borís Yeltsin en 2007, siendo la primera vez que esta participa en un funeral de Estado desde la muerte del zar Alejandro III en 1894, algo que no sucedió durante la existencia de la extinta URSS.

## Las Iglesias ortodoxas de Europa Oriental en los países de régimen comunista
El avance del comunismo significó un retroceso de la influencia del Patriarcado Ecuménico a favor del de Moscú. Esta influencia se convirtió en sometimiento directo en los países que cayeron bajo la influencia de la Unión Soviética. Las tres repúblicas bálticas fueron anexionadas por la Unión Soviética en 1940. Las Iglesias ortodoxas que dependían de Constantinopla pasaron a depender de Moscú. La zona luterana fue anexionada por Rusia ya en 1705. Lituania permaneció católica gracias a los esfuerzos del cardenal Hosio. En el siglo XVIII, surgió una diócesis ortodoxa por la anexión al Imperio ruso. En 1940, el 80% de la población era católica, por lo que tuvo que sufrir especiales vejaciones bajo la dominación soviética. El arzobispo ortodoxo fijó su residencia en Vilna y se unió al Patriarcado de Moscú con 80.000 fieles.
Las Iglesias ortodoxas autónomas dependientes del Patriarcado de Moscú son:
- Iglesia ortodoxa rusa fuera de Rusia
- Iglesia ortodoxa ucraniana (hasta 11 de octubre de 2018, el Santo Sínodo del Patriarcado Ecuménico de Constantinopla ha aprobado conceder la autocefalía a la Iglesia ortodoxa de Ucrania unificada, así como reinstituir canónicamente en sus jerárquicos o sacerdotales rangos a Filaret (Denysenko) y a Makari (Malétych), el Patriarca de la Iglesia ortodoxa ucraniana del Patriarcado de Kiev y el Metropolita de Kiev y toda Ucrania de la Iglesia ortodoxa autocéfala ucraniana, respectivamente, así como a los sacerdotes ordenados por ellos.[4][5][6][7] El actual líder de la Iglesia ortodoxa Ucrania es el Metropolitano Epifanio I de Kiev y de Toda Ucrania fue elegido Primado de la Iglesia ortodoxa de Ucrania el 15 de diciembre de 2018.)
  - Iglesia ortodoxa ucraniana - Patriarcado de Moscú (Actualmente, la Iglesia Ortodoxa Ucraniana - Patriarcado de Moscú tiene 35 eparquías y 10.875 comunidades (cerca del 68 por ciento de todas las comunidades cristianas ortodoxas del país), la mayoría ubicadas en el centro, sur y este de Ucrania. En el año 2007, la Iglesia tenía 122 monasterios, 3.519 monjes y monjas, 7.509 sacerdotes y 7.755 iglesias contando las 840 iglesias en construcción.[8])
- Iglesia ortodoxa letona
- Iglesia ortodoxa moldava
- Iglesia ortodoxa japonesa
- Iglesia ortodoxa china